# Mahalana Kirti
Mahalana Kirti fou rei de Ruhunu del 1049 al 1052. Va enderrocar i matar el seu antecessor Kirti.
Després de regnar tres anys fou derrotat en batalla pels coles i es va suïcidar al mateix camp de batalla abans de permetre ser capturat viu. Per segona vegada els coles van capturar la corona, el tron i el tresor del rei singalès que foren enviats a l'Índia al rei cola Rajadhiraja Cola.
Poc després de la seva mort un príncep singalès de sang reial, Vikrama Pandya, que estava refugiat a l'Índia (Dulu) es va presentar a Ruhunu i es va establir a Kalutara (Kalatittha) sent reconegut per la població com a cap suprem.